# Iwan Łobaj
Iwan Wołodymyrowycz Łobaj, ukr. Іван Володимирович Лобай (ur. 21 maja 1996 w Czerwonogrodzie, w obwodzie lwowskim, Ukraina) – ukraiński piłkarz, grający na pozycji pomocnika.

## Kariera piłkarska

### Kariera klubowa
Wychowanek klubu UFK Lwów, barwy którego bronił w juniorskich mistrzostwach Ukrainy (DJuFL). 24 lipca 2013 rozpoczął karierę piłkarską w drużynie juniorskiej Karpat Lwów, a 27 lipca 2014 debiutował w podstawowym składzie klubu.
31 sierpnia 2018 został piłkarzem Ruchu Winniki.

### Kariera reprezentacyjna
Występował w juniorskich reprezentacjach U-17 i U-19. W 2016 został powołany do młodzieżowej reprezentacji Ukrainy.